# ヤス・フジイ
ヤス・フジイ（Yasu Fujii）のリングネームで知られる藤井 康行（ふじい やすゆき、1949年4月27日 - ）は、日本の元プロレスラー。大阪府大阪市出身。
国際プロレスに入団後、1970年に渡米してフリーランサーとなり、ヒールの日本人レスラーとしてアメリカやカナダおよびヨーロッパにて活動した。

## 来歴
大阪の難波ボディビルジムを経て、1967年3月にジム仲間の井上末雄と共に国際プロレスに入団。当時は井上や小林省三と3人で同じアパートに住んでいたという。1968年1月のデビュー後、当時国際プロレスに所属していた豊登の命名により、藤井東助（ふじい とうすけ）、藤井三吉（ふじい さんきち）、零戦隼人（ぜろせん はやと）などのリングネームを名乗ってキャリアを積んだ。
1970年2月、前年秋に国際プロレスに参戦したフリー日本人レスラーのシャチ横内に誘われて初渡米。以降、ヤス・フジイ（Yasu Fujii）またはヤス・フジ（Yasu Fuji）をリングネームに、横内のタッグパートナーとなって北米各地を転戦。同年下期にはカナダのバンクーバーにて、ドン・レオ・ジョナサンが率いるチームとNWAカナディアン・タッグ王座を争った。
アメリカ中西部のセントラル・ステーツ地区では、1971年10月15日にルーファス・ジョーンズ&スティーブ・ボラスからNWA北米タッグ王座を奪取、1972年4月21日にザ・ストンパー&ダニー・リトルベアに敗れるまで、同王座を通算4回獲得した（この間、日本には戻ることなく、1972年に国際プロレスから除名されている）。深南部のジョージア地区では1973年2月14日、空位となっていたNWAサウスイースタン・タッグ王座をトーナメントに優勝して獲得。4月にミスター・レスリング2号&ビル・ドロモに明け渡すも、戴冠中はシングルマッチでルー・テーズとも対戦した。同年下期にはカルガリーのスタンピード・レスリングにおいて、ザ・サモアンズとインターナショナル・タッグ王座を争った。
横内とのタッグ解消後の1974年には、中南部のトライステート地区にてミスター・イトーこと上田馬之助と組み、グリズリー・スミス&ルーク・ブラウンのザ・ケンタッキアンズなどと対戦。1975年は中西部地区に戻り、3月27日に日系人ギミックのオキ・シキナ（サパタ・マルティネス）をパートナーに、マイク・ジョージ&ジェリー・オーツからセントラル・ステーツ版のNWA世界タッグ王座を奪取している。同地区では、アメリカ遠征中だった全日本プロレスの佐藤昭雄とも度々対戦した。
1976年11月より、ドクター・ヒロ・オオタ（Dr. Hiro Ohta）と名乗ってカリフォルニア州ロサンゼルスのNWAハリウッド・レスリングを主戦場に活動。プロフェッサー・トール・タナカと組み、1977年2月11日にビクター・リベラ&シエン・カラスからNWAアメリカス・タッグ王座を奪取。シングルマッチではキース・フランクス、ザ・ハングマン、そしてアンドレ・ザ・ジャイアントとも対戦しており、11月26日にはチャボ・ゲレロを破ってNWAアメリカス・ヘビー級王座を獲得、初のシングル王座戴冠を果たした。
1978年1月27日には、ロサンゼルスのオリンピック・オーディトリアムにて行われた藤波辰巳対マスクド・カナディアンのWWFジュニアヘビー級王座戦（同年1月23日にニューヨークのマディソン・スクエア・ガーデンにてカルロス・ホセ・エストラーダを破り、同王座を獲得した藤波の初防衛戦）において、カナディアンのセコンドを務めて試合にも介入、藤波との乱闘も演じた。この試合で藤波の救出に入ったチャボ・ゲレロとの抗争も継続させ、2月5日にロン・バスと組んでチャボ&ヘクター・ゲレロを破りNWAアメリカス・タッグ王座に返り咲くが、同月24日にチャボ&エル・ハルコンに奪取されている。
1979年11月、ヤス・フジイ名義で国際プロレスの『デビリッシュ・ファイト・シリーズ』に逆上陸し、9年ぶりに日本マットへ登場。トライステート地区でもタッグを組んだ上田馬之助のパートナーとなり、11月14日に長野県諏訪市の諏訪湖スポーツセンターにて、同期のマイティ井上がアニマル浜口と組んで保持していたIWA世界タッグ王座に金網デスマッチで挑戦した。同シリーズでは国際プロレスを裏切った男として日本陣営と敵対し、モンゴリアン・ストンパー、アレックス・スミルノフ、ジプシー・ジョーらとも共闘した。
帰米後の1979年12月から1980年2月にかけてはカルガリーにて、カーネル・ヤン・キー（Col. Yan Ky）なる北ベトナムの将校キャラクターに一時的に変身。ミスター・セキをパートナーに、ブレット・ハートやジム・ナイドハートと対戦した。
その後は再びヤス・フジイとして活動。西ドイツやオーストリアなどヨーロッパにも遠征しており、1980年にはグラーツにてオットー・ワンツ、スティーブ・ライト、レネ・ラサルテス、チャールズ・フェルフルスト、1982年にはハノーバーにてミレ・ツルノ、ビッグ・ジョン・クイン、ムース・モロウスキー、エイドリアン・ストリート、そしてミッキー・イノウエこと因縁のマイティ井上とも対戦した。
1983年は古巣の中西部地区で活動。2月25日にはセントルイスのキール・オーディトリアムにて、アンドレ・ザ・ジャイアントが優勝したバトルロイヤルに出場した（他の参加選手は、ボビー・ダンカン、マニー・フェルナンデス、スパイク・ヒューバー、リック・マーテル、オックス・ベーカー、デューイ・ロバートソン、ヘラクレス・ヘルナンデスなど）。3月3日にはキム・ドクと組み、ボブ・ブラウン&バズ・タイラーからNWAセントラル・ステーツ・タッグ王座を奪取している。
その後はセミリタイアしてハワイに居住していたが、1985年1月、将軍KYワカマツ率いるマシーン軍団の一員として新日本プロレスに参戦。覆面レスラーのストロング・マシーン3号（Strong Machine #3）に変身し、1号&2号と組んでのタッグマッチにおいて、アントニオ猪木、藤波辰巳、坂口征二、木村健吾ら新日本主力勢と抗争した。キャリア最後の試合となっている8月1日の両国国技館大会では、マシーン軍団を離脱した1号のスーパー・ストロング・マシーンとシングルマッチで対戦した。
引退後は居住地のハワイにて観光業に携わっている。なお、2012年にスポーツライターのトシ倉森と上田馬之助の共著として出版された『金狼の遺言 完全版』のあとがきには、上田とダニー・ホッジのセメントマッチについてのフジイの証言が掲載されている。

## 得意技
- パイルドライバー
- ダイビング・ヘッドバット
- バックハンド・チョップ
- オリエンタル・クロー
- 急所打ち

## 獲得タイトル
NWAオールスター・レスリング
- NWAカナディアン・タッグ王座（バンクーバー版）：1回（w / シャチ横内）[6]

セントラル・ステーツ・レスリング
- NWA北米タッグ王座（セントラル・ステーツ版）：4回（w / シャチ横内）[7]
- NWA世界タッグ王座（セントラル・ステーツ版）：1回（w / オキ・シキナ）[13]
- NWAセントラル・ステーツ・タッグ王座：1回（w / キム・ドク）[25]

NWAトライステート
- NWA USタッグ王座（トライステート版）：2回（w / シャチ横内）[29]

ジョージア・チャンピオンシップ・レスリング
- NWAサウスイースタン・タッグ王座（ジョージア版）：1回（w / シャチ横内）[9]

スタンピード・レスリング
- スタンピード・インターナショナル・タッグ王座：1回（w / シャチ横内）[11]

NWAハリウッド・レスリング
- NWAアメリカス・ヘビー級王座 : 1回[17]
- NWAアメリカス・タッグ王座：2回（w / トール・タナカ、ロン・バス）[15]